# Caproni Ca.313
Caproni Ca.313 là một loại máy bay ném bom trinh sát hai động cơ của Ý cuối thập niên 1930.

## Biến thể
- Ca.312
- Mẫu thử Ca.313
- Sản phẩm Ca.313

## Quốc gia sử dụng
Independent State of Croatia
- Không quân Nhà nước Độc lập Croatia

 Pháp
- Không quân Pháp

 Germany
- Luftwaffe

 Ý
- Regia Aeronautica

 Na Uy
- Không quân Hoàng gia Na Uy

 Thụy Điển
- Không quân Thụy Điển

## Tính năng kỹ chiến thuật (Ca.313)
Đặc điểm tổng quát
- Kíp lái: 3
- Chiều dài: 11,80 m (38 ft 8 in)
- Sải cánh: 16,65 m (54 ft 7 in)
- Chiều cao: 3,70 m (12 ft 2 in)
- Diện tích cánh: 38,9 m2 (419 ft2)
- Trọng lượng rỗng: 4.072 kg (8.977 lb)
- Trọng lượng có tải: 5.672 kg (12.505 lb)
- Powerplant: 2 × Isotta Fraschini Delta R.C.35 I-DS, 545 kW (730 hp) mỗi chiêc

Hiệu suất bay
- Vận tốc cực đại: 430 km/h (268 mph)
- Tầm bay: 1.700 km (1.050 dặm)
- Trần bay: 8.500 m (27.880 ft)

Vũ khí trang bị
- 3 × Súng máy Breda-SAFAT 7,7 mm (.303 in)
- 400 kg (882 lb) bom